# Бибо
Бибо (фр. Bibost) насеље је и општина у источној Француској у региону Рона-Алпи, у департману Рона која припада префектури Лион.
По подацима из 2011. године у општини је живело 515 становника, а густина насељености је износила 98,47 становника/km². Општина се простире на површини од 5,23 km². Налази се на средњој надморској висини од 420 метара (максималној 584 m, а минималној 279 m).

## Демографија
| 1962. | 1968. | 1975. | 1982. | 1990. | 1999. | 2011. |
| ----- | ----- | ----- | ----- | ----- | ----- | ----- |
| 241   | 258   | 262   | 320   | 351   | 395   | 515   |

График промене броја становника у току последњих година